# みなと通

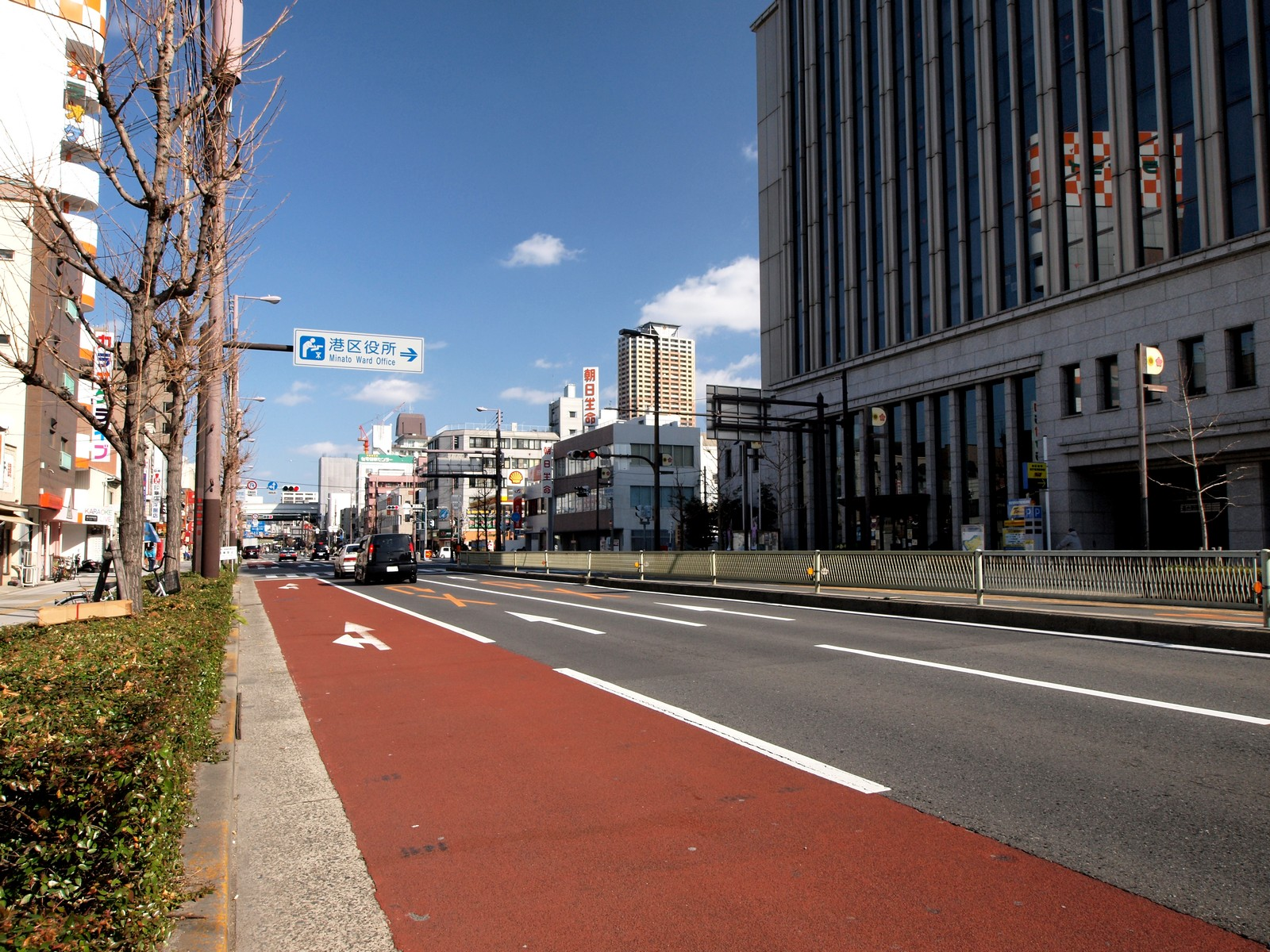
みなと通（港区役所付近より東を眺める）

みなと通（みなとどおり）は、大阪府大阪市を東西に走る道路。大阪港と大阪市中心部を結ぶ、いわゆる港国道である。

## 概要
区間は大阪税関前（港区。国道172号起点）から川口交差点（西区。本町通交点）までの約6km。全線国道172号の一部区間に当たる。
朝潮橋交差点以東は交差している部分があるものの、おおむね中央大通と平行である。境川交差点以西は片側3車線の6車線道路である。また、三先1交差点以西の約2,200mの区間に設置されている歩道と分離された自転車のための通行スペースは、道路交通法第2条第1項第3号の3で規定される自転車道である。
おおむね全線を大阪シティバス88号系統（天保山 - 大阪駅前）が走っている。また、朝潮橋交差点以西は地下鉄中央線の高架が中央分離帯の上部を走る。朝潮橋駅と大阪港駅以外とは、他の鉄道駅からやや離れた地域を通っている。

## 歴史
1897年（明治30年）の大阪港第1次修築工事の着工をうけて、新・大阪港である築港と旧・大阪港である富島（川口）および当時大阪府庁舎と大阪市庁舎がともに立地していた江之子島を結ぶ築港大道路の敷設が計画された。1903年（明治36年）3月に起点から現在の九条新道交差点まで開通し、同年9月には大阪市電築港線も開通。築港大道路は大阪初の近代幹線道路であるとともに大阪初の市電（日本発の公営路面電車でもある）が走った道路である。
築港大道路の敷設の際に千舟橋（天保山運河）・朝潮橋（新池田井路）・夕凪橋・磯路橋・玉藻橋（境川運河）などが架橋された。現存する橋は千舟橋だけとなったが、現在も町名・駅名・交差点名などに名残りが見られる。築港大道路の開通まで新田地帯だった現在の港区域は発展期を迎え、住宅開発のほか市岡パラダイスなどの娯楽施設や大阪市立運動場（現・八幡屋公園）なども建設された。
築港大道路は1920年（大正9年）施行の旧・道路法で国道37号線に指定され、1953年（昭和28年）に二級国道172号大阪港線、1965年（昭和40年）に一般国道172号となった。また、同年には国道172号の渋滞緩和を目的とする中央大通の港区および西区の区間が開通した。

## 沿線情報
港区
- 大阪港
- 大阪港駅
- 天保山ハーバービレッジ
  - 海遊館
  - 天保山大観覧車
  - 大阪文化館・天保山
  - 天保山マーケットプレース
  - ホテルシーガルてんぽーざん大阪
- 天保山公園
- 八幡屋公園
  - 大阪プール
  - 大阪市中央体育館
- 朝潮橋駅
- 市岡下水処理場
- 大阪府立市岡高等学校

西区
- 大阪市交通局
- フォレオ大阪ドームシティ
- 京セラドーム大阪
- 阪神なんば線九条駅
- ナインモール九条（九条新道商店街・バファロード）
- 千代崎商店街
- 松島公園
- 旧川口居留地・日本聖公会川口基督教会

## 交差する道路
| 交差する道路                                             | 交差する場所 | 交差する場所 |
| -------------------------------------------------------- | ------------ | ------------ |
| 大阪港咲洲トンネル                                       |              |              |
| ＜海岸通＞                                               | 港区         | 築港4地先    |
| 府道5号大阪港八尾線＜海岸通＞                            | 港区         | 築港東       |
| 阪神高速4号湾岸線 阪神高速5号湾岸線 阪神高速16号大阪港線 | 港区         | 天保山出入口 |
| 市道築港深江線＜中央大通＞                               | 港区         | 朝潮橋       |
| 国道43号（第二阪神国道）                                 | 港区         | 市岡元町3    |
| 市道難波境川線                                           | 西区         | 境川         |
| 市道築港深江線＜中央大通＞                               | 西区         | 川口 1       |
| 国道172号＜本町通＞                                      | 西区         | 川口         |
| 国道172号＜本町通＞                                      |              |              |

## 交通量
2005年度（大阪国道事務所　道の資料室より）
平日24時間交通量（台）
- 大阪市港区港晴4丁目：21,424
- 大阪市西区九条南1丁目：20,915